# Eleições estaduais no Amazonas em 1945
As eleições estaduais no Amazonas em 1945 aconteceram em 2 de dezembro sob as regras do decreto-lei 7.586 e numa resolução do Tribunal Superior Eleitoral publicada em 8 de setembro como parte das eleições no Distrito Federal, 20 estados e no território federal do Acre para escolher os membros da Assembleia Nacional Constituinte destinada a elaborar a Constituição de 1946 e restaurar a democracia após o Estado Novo. No Amazonas foram eleitos dois senadores e cinco deputados federais.
Nos primeiros anos depois de Proclamada a República, os amazonenses viveram a maior parte do tempo sob o comando de governadores com patentes militares cujos mandatos, em regra, eram de quatro anos em respeito ao período presidencial semelhante fixado pela Carta Magna de 1891. Tais normalidade, contudo, foi violada pelo golpe de estado que derrubou o presidente Washington Luís três semanas antes de entregar o Palácio do Catete a Júlio Prestes que, impedido de tomar posse, foi substituído pela Junta Militar de 1930 nas pegadas da revolução ocorrida no mesmo ano. Em Manaus tal revertério custou o cargo do governador Dorval Porto, cuja deposição inaugurou a era dos interventores federais nomeados por Getúlio Vargas e dentre eles destacou-se Álvaro Maia, removido do poder apenas em 1945 após duas passagens pelo cargo.
Nascido em Humaitá, o jornalista e professor Álvaro Maia se formou advogado na Universidade Federal do Rio de Janeiro. Fundador da Academia Amazonense de Letras foi servidor público, secretário da prefeitura de Manaus na gestão José Francisco de Araújo Lima e auxiliou o governo do Território Federal de Rondônia. Interventor federal no Amazonas após a Revolução de 1930 permaneceu no cargo até pedir exoneração. Em 1935 foi eleito simultaneamente deputado federal, senador e governador do estado por via indireta optando pelo último cargo e permanecendo no Palácio Rio Negro até o fim do Estado Novo quando já estava no PSD no qual foi eleito senador em 1945.
Também formado na Universidade Federal do Rio de Janeiro, o senador Valdemar Pedrosa nasceu em Manaus e lecionou na Escola Normal de Manaus e na Universidade Federal do Amazonas. Advogado e membro do Conselho Penitenciário do Amazonas foi eleito deputado estadual em 1919 e 1924 assumindo a secretaria-geral do estado na interventoria de Álvaro Maia. Ao deixar o cargo fundou a seccional da Ordem dos Advogados do Brasil e foi procurador da República antes de eleger-se senador pelo PSD em 1945.

## Resultado da eleição para senador
Segundo o acervo do Tribunal Superior Eleitoral foram apurados 44.234 votos nominais.
| Candidatos a senador da República | Candidatos a suplente de senador | Número | Coligação           | Votação | Percentual |
| --------------------------------- | -------------------------------- | ------ | ------------------- | ------- | ---------- |
| Álvaro Maia PSD                   | Anísio Jobim PSD                 | -      | PSD (sem coligação) | 8.982   | 20,31%     |
| Valdemar Pedrosa PSD              | Álvaro Melo PSD                  | -      | PSD (sem coligação) | 8.382   | 18,95%     |
| Getúlio Vargas PTB                | Não havia -                      | -      | PTB (sem coligação) | 6.880   | 15,55%     |
| Adriano Jorge UDN                 | Não havia -                      | -      | UDN (sem coligação) | 6.443   | 14,57%     |
| Vivaldo Lima PTB                  | Não havia -                      | -      | PTB (sem coligação) | 6.032   | 13,64%     |
| Raimundo Nogueira UDN             | Não havia -                      | -      | UDN (sem coligação) | 5.432   | 12,28%     |
| Luís Carlos Prestes PCB           | Não havia -                      | -      | PCB (sem coligação) | 1.086   | 2,45%      |
| Odorico Nina Ribeiro PCB          | Não havia -                      | -      | PCB (sem coligação) | 997     | 2,25%      |
| Fontes:                           |                                  |        |                     |         |            |

## Deputados federais eleitos
São relacionados os candidatos eleitos com informações complementares da Câmara dos Deputados.

Representação eleita
  PSD: 3
  UDN: 1
  PTB: 1

Fonteː
| Deputados federais eleitos | Partido | Votação | Percentual | Cidade onde nasceu      | Unidade federativa  |
| Severiano Nunes            | UDN     | 4.600   | 21,33%     | Manaus                  | Amazonas            |
| Leopoldo Neves             | PTB     | 2.493   | 11,56%     | Manaus                  | Amazonas            |
| Leopoldo Peres             | PSD     | 2.262   | 10,49%     | Cabo de Santo Agostinho | Pernambuco          |
| Pereira da Silva           | PSD     | 1.680   | 7,79%      | Macau                   | Rio Grande do Norte |
| Cosme Ferreira             | PSD     | 1.504   | 6,98%      | Fortaleza               | Ceará               |
| Fontes:                    |         |         |            |                         |                     |